# フーシー・クラン
フーシー・クラン（アラビア語: قبيلة الحوثي, ラテン文字転写: Qabīlat al-Ḥūthī, カビーラト・アル＝フースィー、英語: Houthi tribe/clan）は、北イエメンのハマダーン部族系アラブ人の一部族。フーシー部族。フーシー家。フース・クラン/トライブ/部族/家とも。
部族名（家名）は父祖であるフース・イブン・スバイウ・イブン・サアブ・イブン・ムアーウィヤ・イブン・カスィール・イブン・マーリク・イブン・ジュシャム・イブン・ハーシド（حوث بن سبيع بن صعب بن معاوية ابن كثير بن مالك بن جشم بن حاشد）という人物に由来する。
フーシー・クランは歴史的に、アムラーンとサアダの町がある地域で、町の重要なポストを独占してきた。